# Hino do estado de São Paulo
O Hino do estado de São Paulo, também conhecido como Hino dos Bandeirantes é um dos símbolos oficiais do estado.

## História
O hino foi instituído pela lei nº 337, de 10 de julho de 1974 que revoga o artigo 3º da lei nº 9.854, de 2 de outubro de 1967, determinando o poema Hino dos Bandeirantes, de autoria de Guilherme de Almeida, como letra do hino oficial. 
O hino não tem música oficial; as versões mais difundidas são as de Spártaco Rossi, Sérgio de Vasconcellos Corrêa e Mozart Kail.